# Congreso de la Provincia de San Salvador
El Congreso de la Provincia de San Salvador o el Congreso Provincial de San Salvador es la primera concreción de un cuerpo constituyente o legislativo en el territorio de El Salvador. Ocurrió en la ciudad de San Salvador en la Provincia de San Salvador.
Fue convocada en el 19 de marzo de 1822 por la Junta de Gobierno de la Provincia de San Salvador con el objeto de resolver si la provincia debía permanecer independiente o incorporarse al Imperio Mexicano.
Fue instalada en el 10 de noviembre y fue presidida por el presbítero y doctor José Matías Delgado y de León.
Su clausura fue en el 5 de diciembre de 1822.

## Trabajos
Mientras el General Vicente Filísola invadía el territorio de la provincia, habiendo ya ocupado a Santa Ana en noviembre, el Congreso ya estaba instalado. Había acordado la incorporación al Imperio Mexicano con ciertas condiciones, siendo unas de ellas no depender de Guatemala la Provincia de San Salvador sino directamente de México, no discutir la constitución nacional sino cuando llegasen a la capital del imperio los diputados de San Salvador, y la erección de una silla episcopal ocupada por el presbítero doctor Delgado. Esta acta no se comunicó al general Filísola quien estaba resuelto por marchar sobre San Salvador.
En el 2 de diciembre, el Congreso Provincial declaró unida la Provincia a los Estados Unidos de América, adoptando en todas partes la Constitución de esa República y con calidad de formar un nuevo estado de su federación. El acuerdo fue dictado con la idea de imponer al Jefe de las fuerzas imperiales que asediaban a San Salvador y no tuvo ningún resultado ni efecto. Este acuerdo tampoco obstaculizó las operaciones del Imperio Mexicano. El General Filísola ocupó la ciudad de San Salvador en el 9 de febrero de 1823.

## Miembros
El congreso tuvo un total de 32 miembros. 11 representaron a San Salvador, sin incluir a José Matías Delgado; 4 a San Miguel; 3 a Chalatenango; 2 a Metapán; 6 a San Vicente; 2 a Cojutepeque; y 3 a Zacatecoluca.
| Nombre                             | Cargo             | Partido      | Notas                                                           |
| ---------------------------------- | ----------------- | ------------ | --------------------------------------------------------------- |
| José Matías Delgado y de León      | Presidente        |              |                                                                 |
| Manuel José Arce y Fagoaga         | Diputado          | San Salvador |                                                                 |
| Diego Mariano de Arce              | Diputado          | San Salvador |                                                                 |
| Miguel de Elisondo                 | Diputado          | San Salvador |                                                                 |
| Juan Fornos                        | Diputado          | San Salvador |                                                                 |
| Lorenzo Idalgo                     | Diputado          | San Salvador |                                                                 |
| Domingo Antonio de Lara y Agular   | Diputado          | San Salvador |                                                                 |
| Juan José Miranda                  | Diputado suplente | San Salvador | Se incorporó debido a la enfermedad de Domingo Antonio de Lara. |
| Toribio de Lara                    | Diputado          | San Salvador |                                                                 |
| Atanasio Miranda                   | Diputado          | San Salvador |                                                                 |
| Clemente Mixco                     | Diputado          | San Salvador |                                                                 |
| Juan Uriarte                       | Diputado          | San Salvador |                                                                 |
| Juan José Arce                     | Diputado          | San Miguel   |                                                                 |
| José Inocente Escolán              | Diputado          | San Miguel   |                                                                 |
| Mariano Fagoaga                    | Diputado          | San Miguel   |                                                                 |
| Miguel Montoya                     | Diputado          | San Miguel   |                                                                 |
| José Mariano Calderón y San Martín | Diputado          | Chalatenango |                                                                 |
| Benito Gonzalez Martínez           | Diputado suplente | Chalatenango | Sustituyó a Juan José Arce.                                     |
| Manuel Zepeda                      | Diputado suplente | Chalatenango |                                                                 |
| Juan Castaneda                     | Diputado          | Metapán      |                                                                 |
| Pedro José Cuéllar                 | Diputado          | Metapán      |                                                                 |
| Carlos Salazar                     | Diputado Suplente | San Vicente  | Sustituyó a Pedro José Cuéllar.                                 |
| Antonio José Cañas                 | Diputado          | San Vicente  |                                                                 |
| José Matías Delgado                | Diputado          | San Vicente  |                                                                 |
| León Quinteros                     | Diputado          | San Vicente  |                                                                 |
| Ramón Meléndez                     | Diputado          | San Vicente  |                                                                 |
| José Antonio Ximénez               | Diputado          | San Vicente  |                                                                 |
| Juan José Guzmán                   | Diputado          | San Vicente  |                                                                 |
| Miguel de Mendoza                  | Diputado          | Cojutepeque  |                                                                 |
| Juan Manuel Rodríguez              | Diputado          | Cojutepeque  |                                                                 |
| Mariano Prado                      | Diputado          | Zacatecoluca |                                                                 |
| Juan Francisco de Sosa             | Diputado          | Zacatecoluca |                                                                 |
| Ciriaco Villacorta                 | Diputado          | Zacatecoluca |                                                                 |